# Ferroviário Atlético Clube (Rondônia)
O Ferroviário Atlético Clube é um clube esportivo brasileiro da cidade de Porto Velho, capital do estado de Rondônia. Foi fundado em 10 de julho de 1943, por trabalhadores da ferrovia Madeira-Mamoré.
Popularmente conhecido como Ferrim, o Ferroviário tem como sua principal modalidade o voleibol, onde é um dos maiores do estado. Na antiga modalidade do futebol, o clube foi 18 vezes campeão do Campeonato Rondoniense, além de um título do Copão da Amazônia, conquistado em 1980.

## História
Foi fundado por funcionários categorizados da Estrada de Ferro Madeira-Mamoré para ser sede esportiva dos times de futebol, voleibol, basquetebol, natação e outras modalidades desportivas. Construído o prédio para ser estação ferroviária de passageiros (década de 1950), não sendo concretizado em decorrência da desativação das ferrovias deficitárias pelo governo federal, o prédio foi entregue a diretoria do Ferroviário Esporte Clube, sendo nele realizados os eventos sociais destinados aos seus sócios ( carnaval, festejos juninos, festas dançantes, bailes de gala, baile de debutantes e outros).
Com o passar dos tempos deixou de ser um clube fechado exclusivo de sócios e convidados especiais, sendo aberto com acesso a qualquer pessoa desde que pague ingresso. Inclusive os eventos atuais não são organizados e promovidos por sua diretoria, e sim por particulares que alugam o prédio para os realizar. É a grande diferença do passado (sociedade elitizada e organizada) e do presente (popular, aberto com acesso a quem pagar ingresso).
O Ferroviário Conquistou 18 Títulos do Campeonato Rondoniense, sendo o maior campeão do tal, hoje o clube está afastado de competições desde o fim da era amadora, e já conseguiu o feito de ganhar 7 títulos seguidos do campeonato. Por isso sendo o maior de Rondônia (na época amadora)

## Títulos

### Futebol
| REGIONAIS | REGIONAIS                                | REGIONAIS | REGIONAIS                                                                                                  |
|           | Competição                               | Títulos   | Temporadas                                                                                                 |
| --------- | ---------------------------------------- | --------- | --- |
|           | Copão da Amazônia                        | 1         | 1980 |
| ESTADUAIS |                                          |           | |
|           | Competição                               | Títulos   | Temporadas                                                                                                 |
|           | Campeonato Rondoniense                   | 18        | 1946, 1947, 1948, 1949, 1950, 1951, 1952, 1955, 1957, 1958, 1963, 1970, 1978, 1979, 1986, 1987, 1989, 1990 |
|           | Torneio Início de Rondônia               | 2         | 1955, 1976                                                                                                 |
|           | Taça Almirante Benjamin Sodré            | 1         | 1955 |
|           | Taça Prefeitura Municipal de Porto-Velho | 1         | 1955 |

Notas
 Campeão Invicto

## Símbolos

### Escudo
O escudo do clube é quase idêntico ao do Fluminense Football Club, com exceção ao monograma, onde um dos F da versão do clube carioca  é trocada pelo A, formando assim o monograma F.A.C. de Ferroviário Atlético Clube.

### Hino
O hino do clube foi gravado em compacto simples em 1972. Foi composto por Alexandre Otto com arranjos do maestro Luiz Caetano.